# Rochester (Indiana)
Rochester é uma cidade localizada no estado americano de Indiana, no Condado de Fulton.

## Demografia
Segundo o censo americano de 2000, a sua população era de 6414 habitantes.
Em 2006, foi estimada uma população de 6460, um aumento de 46 (0.7%).

## Geografia
De acordo com o United States Census Bureau tem uma área de
14,7 km², dos quais 11,8 km² cobertos por terra e 2,9 km² cobertos por água. Rochester localiza-se a aproximadamente 269 m acima do nível do mar.

## Localidades na vizinhança
O diagrama seguinte representa as localidades num raio de 20 km ao redor de Rochester.